# Рыбы-солдаты
Рыбы-солдаты, или адиориксы, или саргоцентроны (лат. Sargocentron), — род лучепёрых рыб из семейства голоцентровых отряда Holocentriformes. Распространены в тропических и субтропических водах Индийского, Тихого и Атлантического океанов, с наибольшим разнообразием видов на рифах Индо-Тихоокеанского региона. Это полностью или в значительной степени ночные рыбы, поэтому у них относительно большие глаза. В окраске доминируют красные и серебристые цвета. Большинство Sargocentron имеют максимальную длину 15—25 см, но S. iota едва достигает 8 см, а S. spiniferum может достигать более 50 см. Известны с раннего эоцена.

## Классификация
В состав рода включают 33 вида:
- Sargocentron borodinoensis Kotlyar, 2017[4]
- Sargocentron bullisi (Woods, 1955) — Глубоководная рыба-белка, или глубоководная рыба-солдат
- Sargocentron caudimaculatum (Rüppell, 1838) — Андаманская рыба-солдат, или андаманский адиорикс
- Sargocentron cornutum (Bleeker, 1854) — Рогатая рыба-солдат
- Sargocentron coruscum (Poey, 1860) — Рифовая рыба-белка, или рифовая белка-солдат, или искристый саргоцентрон
- Sargocentron diadema (Lacépède, 1802) — Адиорикс-диадема
- Sargocentron dorsomaculatum (Shimizu & Yamakawa, 1979) — Пятнистый саргоцентрон
- Sargocentron ensifer (Jordan & Evermann, 1903)
- Sargocentron hastatum (Cuvier, 1829) — Полосатая рыба-солдат
- Sargocentron hormion J. E. Randall, 1998
- Sargocentron inaequalis J. E. Randall & Heemstra, 1985 — Решетчатая рыба-солдат
- Sargocentron iota J. E. Randall, 1998
- Sargocentron ittodai (Jordan & Fowler, 1902) — Японская рыба-солдат
- Sargocentron lepros (G. R. Allen & N. J. Cross, 1983)
- Sargocentron macrosquamis Golani, 1984 — Крупночешуйная рыба-солдат
- Sargocentron marisrubri J. E. Randall, Golani & Diamant, 1989
- Sargocentron megalops Randall, 1998
- Sargocentron melanospilos (Bleeker, 1858) — Чёрный саргоцентрон
- Sargocentron microstoma (Günther, 1859) — Малоротая рыба-солдат
- Sargocentron poco (Woods, 1965) — Малый саргоцентрон
- Sargocentron praslin (Lacépède, 1802) — Шоколадная рыба-солдат
- Sargocentron punctatissimum (Cuvier, 1829) — Пятнистая рыба-солдат
- Sargocentron rubrum (Forsskål, 1775) — Красная рыба-солдат, или красная рыба-белка, или красный адиорикс
- Sargocentron seychellense (J. L. B. Smith & M. M. Smith, 1963) — Сейшельская рыба-солдат
- Sargocentron shimizui J. E. Randall, 1998
- Sargocentron spiniferum (Forsskål, 1775) — Тёмная рыба-солдат
- Sargocentron spinosissimum (Temminck & Schlegel, 1843) — Колючая рыба-солдат
- Sargocentron suborbitale (Gill, 1863) — Солдат-кардинал
- Sargocentron tiere (Cuvier, 1829) — Красный саргоцентрон
- Sargocentron tiereoides (Bleeker, 1853) — Двухпятнистая рыба-солдат
- Sargocentron violaceum (Bleeker, 1853) — Фиолетовая рыба-солдат
- Sargocentron wilhelmi (F. de Buen, 1963)
- Sargocentron xantherythrum (Jordan & Evermann, 1903)